# Patricia Owens
Patricia Owens, née le 17 janvier 1925 à Golden (Colombie-Britannique) et morte le 31 août 2000 à Lancaster (Californie), est une actrice canadienne.

## Biographie
En 1933, ses parents et elle quittent le Canada pour s'établir au Royaume-Uni. Aussi, Patricia Owens débute au cinéma (un petit rôle) dans un film musical britannique sorti en 1943, Miss London Ltd. (en) de Val Guest. En tout, elle contribue à vingt-et-un films britanniques, le dernier (Alive on Saturday) sorti en 1957.
À la faveur d'un contrat avec la 20th Century Fox, elle se rend alors aux États-Unis, à Hollywood, où elle participe à un deuxième film américain, Une île au soleil de Robert Rossen (1957, avec James Mason et Joan Fontaine). Observons ici qu'elle tient un petit rôle non crédité dans un premier film américain, Les Chevaliers de la Table ronde de Richard Thorpe (1953), mais tourné en Angleterre.
Installée définitivement aux États-Unis, elle apparaît au total dans quinze films américains, le dernier (The Destructors) sorti en 1968, année où elle se retire. Mentionnons Sayonara de Joshua Logan (1957, avec Marlon Brando), le western Le Trésor du pendu de John Sturges (1958, avec Robert Taylor et Richard Widmark), La Mouche noire de Kurt Neumann (1958, avec Vincent Price), ou encore X-15, premier film de Richard Donner (1961, avec Charles Bronson).
À la télévision, entre 1955 et 1968, elle collabore à treize séries, les deux premières britanniques, les suivantes américaines.

## Filmographie partielle

### Au cinéma

#### Films britanniques
- 1943 : Miss London Ltd. (en) de Val Guest
- 1944 : Give Us the Moon (en) de Val Guest
- 1947 : While the Sun Shines d'Anthony Asquith
- 1949 : Paper Orchid (en) de Roy Ward Baker
- 1950 : Cette sacrée jeunesse (The Happiest Days of Your Life) de Frank Launder
- 1951 : Mystery Junction (en) de Michael McCarthy
- 1952 : Ghost Ship de Vernon Sewell

- 1952 : Crow Hollow (en) de Michael McCarthy
- 1953 : House of Blackmail (en) de Maurice Elvey

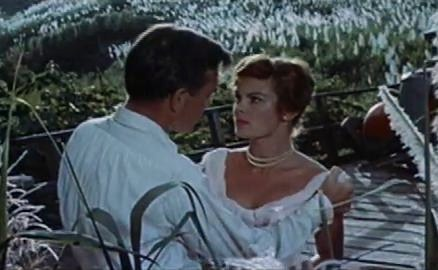
Avec James Mason, dans Une île au soleil (1957)

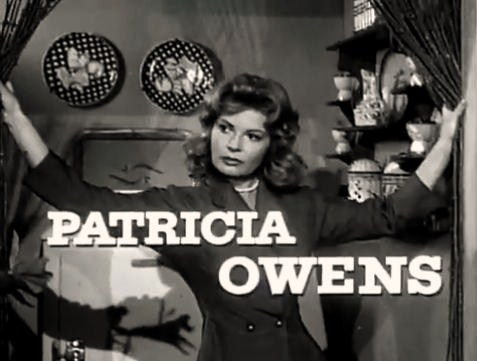
Dans Saipan (1960)

- 1954 : Les bons meurent jeunes (The Good Die Young) de Lewis Gilbert
- 1954 : Meurtres sans empreintes (The Stranger came Home) de Terence Fisher
- 1955 : Windfall (en) d'Henry Cass

#### Films américains
- 1953 : Les Chevaliers de la Table ronde (Knights of the Round Table) de Richard Thorpe (tourné en Angleterre)
- 1957 : Une île au soleil (Island in the Sun) de Robert Rossen
- 1957 : Les Sensuels (No Down Payment) de Martin Ritt
- 1957 : Sayonara de Joshua Logan
- 1958 : Le Trésor du pendu (The Law and Jake Wade) de John Sturges
- 1958 : Trafiquants d'armes à Cuba (The Gun Runners) de Don Siegel
- 1958 : La Mouche noire (The Fly) de Kurt Neumann
- 1959 : Cinque vie per l'inferno (it) de James Clavell
- 1959 : Duel dans la boue (These Thousand Hills) de Richard Fleischer
- 1960 : Saipan (Hell to Eternity) de Phil Karlson
- 1961 : X-15 de Richard Donner
- 1961 : Traquées par les Japs (7 Women from Hell) de Robert D. Webb
- 1965 : Les Éperons noirs (Black Spurs) de R. G. Springsteen
- 1968 : The Destructors (en) de Francis D. Lyon

### À la télévision
Séries américaines, sauf mention contraire
- 1956 : Colonel March ou Les Aventures du Colonel March (Colonel March of Scotland Yard), Saison unique, épisode 22 Le Nouvel Homme invisible (The New Invisible Man) (série britannique)
- 1959 : Alfred Hitchcock présente (Alfred Hitchcock presents), Saison 5, épisode 2 The Crystal Trench d'Alfred Hitchcock
- 1959 : Aventures dans les îles (Adventures in Paradise), Saison 1, épisode 8 Les Naufragés (The Raft)
- 1961 : Ombres sur le soleil (Follow the Sun), Saison unique, épisode 7 Another Part of the Triangle
- 1962 : C'est arrivé à Sunrise (Bus Stop), Saison unique, épisode 22 The Ordeal of Kevin Brooke de James B. Clark
- 1963 : Première série Les Incorruptibles (The Untouchables), Saison 4, épisode 26 Le Fils de Frank Argos (The Charlie Argos Story)
- 1964 : Gunsmoke ou Police des plaines (Gunsmoke ou Marshal Dillon), Saison 9, épisode 32 Scott Free
- 1966 : Première série L'Homme à la Rolls (Burke's Law), Saison 3, épisodes 16 et 17 Terror in a Tiny Town, Parts I & II
- 1966 : Première série Perry Mason, Saison 9, épisode 22 The Case of the Avenging Angel
- 1968 : Lassie, Saison 15, épisode 1 Lassie's Race for Life de Robert Sparr